# Ochotona hoffmanni
A Pika-de-Hoffman (Ochotona hoffmani) é um lagomorfo endêmico da Mongólia.